# Lothar Schnabel
Lothar Schnabel (* 5. September 1940) ist ein ehemaliger deutscher Fußballspieler. Für die BSG Wismut Gera spielte er 1967 in der DDR-Oberliga, der höchsten Spielklasse im DDR-Fußball.

## Sportliche Laufbahn
Als 19-Jähriger begann Lothar Schnabel Fußball im Männerbereich zu spielen. In der Saison 1959 bestritt er für die Betriebssportgemeinschaft (BSG) Wismut Gera ein Spiel in der zweitklassigen 1. DDR-Liga, auch 1960 kam er nicht über zwei DDR-Liga-Einsätze hinaus. Stattdessen trat er mit der 2. Mannschaft in der zu dieser Zeit viertklassigen Bezirksliga an. Im März 1961 wurde der DDR-Fußball nach fünf Spielzeiten wieder auf den Sommer-Frühjahr-Spielrhythmus umgestellt. Zur Angleichung mussten in der 1. DDR-Liga 39 Spiele ausgetragen werden. Dabei gelang es Schnabel, sich in den Stammkader hineinzuspielen, bis zum Saisonende wurde er 28-mal aufgeboten. In den beiden folgenden Spielzeiten konnte er seinen Stammplatz behaupten. 1962/63 bestritt er alle 26 Begegnungen der 1. DDR-Liga, 1963/64 29 von 30 Spielen in der DDR-Liga. 
Nachdem Schnabel zu Beginn der Saison 1964/65 in allen zehn Ligaspielen eingesetzt worden war, wurde er für 18 Monate zum Wehrdienst in der Nationalen Volksarmee eingezogen. Dort konnte er in der zweiten Hälfte der Spielzeit 1965/66 bei der Armeesportgemeinschaft (ASG) Vorwärts Meiningen weitere zehn DDR-Liga-Spiele bestreiten, in denen er in der Regel als linker Verteidiger aufgeboten wurde. 
Nach seiner Entlassung aus dem Wehrdienst kehrte Schnabel wieder zur BSG Wismut Gera zurück, die zuvor in die DDR-Oberliga aufgestiegen war. Dort kam er am 16. Spieltag in der Begegnung FSV Zwickau – Wismut Gera zu seinem ersten Oberligaeinsatz. Bei der 1:3-Niederlage war er als Abwehrspieler eingesetzt worden. Als solcher bestritt er auch die folgenden neun Oberligaspiele. Am Saisonende stand Wismut Gera abgeschlagen als Absteiger fest. Lothar Schnabel trat danach nicht mehr im höherklassigen Fußball in Erscheinung. 